# Palaiargia rubropunctata
Palaiargia rubropunctata là một loài chuồn chuồn kim trong họ Coenagrionidae.
Palaiargia rubropunctata được Selys miêu tả khoa học năm 1878.